# Platysomatinus diversicollis
Platysomatinus diversicollis är en skalbaggsart som först beskrevs av Schmidt 1889.  Platysomatinus diversicollis ingår i släktet Platysomatinus och familjen stumpbaggar. Inga underarter finns listade i Catalogue of Life.